# 김사성
김사성(金士檉, 1928년 1월 18일~2000년 2월 11일)은 대한민국의 경찰공무원, 정치인이다. 평안북도 희천시 출신이며 본관은 진주이다. 제14대 국회의원을 지냈다.

## 학력
- 단국대학교 법학과 졸업
- 서울대학교 행정대학원 졸업

## 주요 경력
- 서울특별시경찰청 지도단속계장, 경무계장, 제2부국장
- 서울북부경찰서장
- 내무부 치안본부 특수수사대장, 통신과장, 제3부 수사1과장, 경무과장
- 전라북도 경찰국장
- 경기도 경찰국장
- 제3대 도로교통안전협회(현재의 도로교통공단) 이사장
- 제5대 이북5도위원회 평안북도지사 (1989년 1월 ~ 1992년 3월)
- 민주자유당 소속 대한민국 제14대 국회 전국구 의원, 국회 환경노동위원회 위원
- 주식회사 청구 고문

## 상훈
- 홍조근정훈장
- 황조근정훈장

## 역대 선거 결과
| 실시년도 | 선거   | 대수 | 직책     | 선거구 | 정당       | 득표수      | 득표율          | 순위        | 당락 | 비고       |
| -------- | ------ | ---- | -------- | ------ | ---------- | ----------- | --------------- | ----------- | ---- | ---------- |
| 1992년   | 총선   | 14대 | 국회의원 | 전국구 | 민주자유당 | 7,923,718표 | \| \| 38.50% \| | 전국구 42번 |      | 초선, 승계 |
|          | 38.50% |      |          |        |            |             |                 |             |      |            |